# Siège de Posen (1945)
Pour les articles homonymes, voir Siège de Posen.
Seconde Guerre mondiale
Batailles
Front de l’Est

Prémices :
- Campagne de Pologne
- Guerre d’Hiver

Guerre germano-soviétique :
- 1941 : L'invasion de l'URSS

- Opération Barbarossa

Front nord : 
- Guerre de Continuation
- Opération Silberfuchs
- Siège de Léningrad

Front central : 
- 2e bataille de Brest-Litovsk
- Bataille de Białystok–Minsk
- 1re bataille de Smolensk
- Bataille de Kiev

Front sud : 
- Siège d'Odessa
- Campagne de Crimée

- 1941-1942 : La contre-offensive soviétique

Front nord : 
- Poche de Demiansk
- Poche de Kholm

Front central : 
- Bataille de Moscou

Front sud : 
- Seconde bataille de Kharkov

- 1942-1943 : De Fall Blau à 3e Kharkov

Front nord : 
- Offensive de Siniavino
- Opération Iskra
- Bataille de Krasny Bor
- Opération Poliarnaïa Zvezda

Front central : 
- Opération Mars

Front sud : 
- Bataille du Caucase (opération Fall Blau)
- Bataille de Stalingrad
- Opération Uranus
- Opération Saturne
- Offensive d'Ostrogojsk-Rossoch
- Offensive de Voronej-Kastornoe
- Opération Gallop
- Opération Étoile
- Troisième bataille de Kharkov

- 1943-1944 : Libération de l'Ukraine et de la Biélorussie

Front central : 
- 2e bataille de Smolensk
- Opération Bagration

Front sud : 
- Bataille de Koursk
- Bataille du Dniepr
- Offensive Dniepr-Carpates
- Offensive de Crimée
- Offensive de Lvov-Sandomir

- 1944-1945 : Campagnes d'Europe centrale et d'Allemagne

Allemagne : 
- Offensive Vistule-Oder
- Offensive de Poméranie orientale
- Siège de Breslau
- Offensive de Prusse-Orientale
- Bataille de Königsberg
- Bataille de Seelow
- Bataille de Bautzen
- Bataille de Berlin
- Capitulation allemande

Front nord et Finlande : 
- Guerre de Laponie
- Offensive Leningrad-Novgorod
- Bataille de Narva

Europe orientale : 
- Opération Margarethe
- Insurrection de Varsovie
- Soulèvement national slovaque
- Opération Panzerfaust
- Bataille de Budapest
- Opération Frühlingserwachen
- Offensive de Vienne
- Insurrection de Prague
- Offensive de Prague
- Bataille de Slivice

Front d’Europe de l’Ouest

Campagnes d'Afrique, du Moyen-Orient et de Méditerranée

Bataille de l’Atlantique

Guerre du Pacifique

Guerre sino-japonaise

Théâtre américain
Le siège de Posen désigne les opérations militaires lancées par les unités soviétiques entre le 25 janvier et le 24 février 1945 et ayant pour objectif la capture de la ville de Posen (actuellement Poznań en Pologne), alors chef-lieu du Wartheland, par l'Armée rouge.
La ville, promise à la Pologne, constitue un objectif stratégique important dont la conquête est planifiée durant l'automne 1944, lors de la préparation minutieuse de l'offensive d'hiver soviétique. Défendue par des unités disparates appuyées sur un réseau de forts érigés au XIXe siècle, la ville est abandonnée par Arthur Greiser, le gauleiter du Warthegau, quelques jours avant le début du siège. Posen est conquise au terme d'un mois de durs combats dont l'issue ne fait aucun doute dès les premiers affrontements dans la région. Les Allemands restés sur place sont dès lors soumis à des traitements dégradants, tant de la part des Polonais que des soldats soviétiques.

## Unités engagées

### Forces allemandes

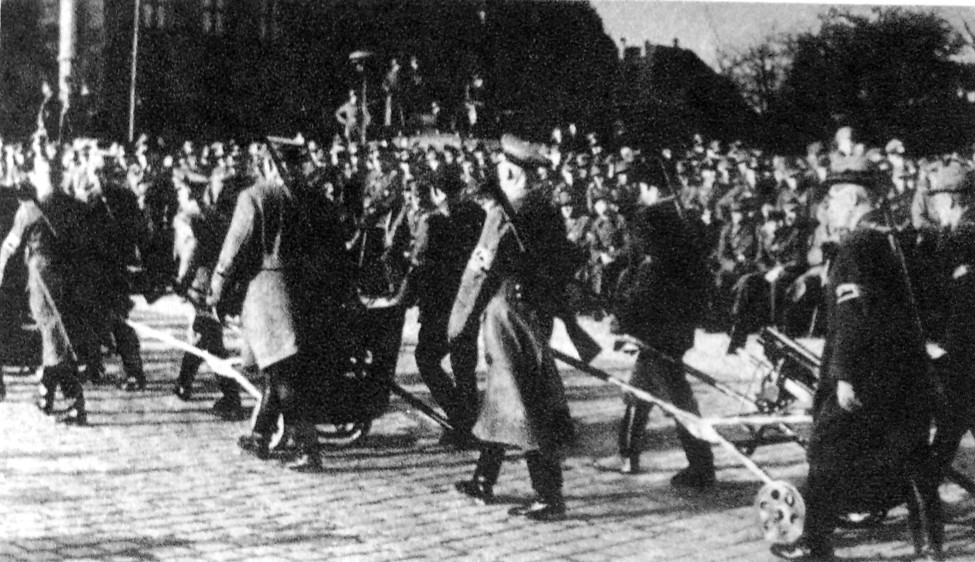
Le Volkssturm à Posen en 1944.

Dans la ville assiégée, les unités allemandes présentes au début des opérations totalisent un effectif disponible compris entre 12 000 et 40 000 soldats, les effectifs totaux des unités allemandes présentes dans la ville lors des opérations devant être compris entre 15 000 et 20 000 hommes. Ces soldats appartiennent à un conglomérat disparate de divisions du groupe d'armées A en retraite et d'effectifs de la police locale. Ces poussières d'unités se trouvent renforcées par le Kampfgruppe SS Lenze, dont l'effectif correspond à celui d'un bataillon de Panzergrenadieren.
À ces unités, s'ajoutent des éléments chargés de tenir la ligne de défense B-1, dépassée à cette date : onze bataillons des Jeunesses hitlériennes et 2 000 aspirants officiers de l'école d'artillerie no 5, installée à Posen, constituent les effectifs devant occuper ces fortifications, inégales dans leur tracé et leur conception. Les artilleurs de l'école no 5, pour la plupart fanatisés, résistent avec détermination aux attaques menées par les Soviétiques pour conquérir la ville. Ces unités sont renforcées par du personnel rampant de la Luftwaffe, des bataillons du Volkssturm levés dans la ville et ses environs et de débris d'unités éparpillées par la rapidité de l'offensive soviétique. Un bataillon hongrois, composé de 1 100 hommes, issu de la dispersion des unités hongroises en 1944, est également engagé dans la ville.
Ces effectifs sont soutenus par une quarantaine de chars de combat et de canons d'assaut, notamment 32 Sturmgeschütz IV, dont les équipages se distinguent lors des combats urbains dans les faubourgs et dans le centre-ville.
Les unités allemandes encerclées sont ravitaillées par un pont aérien jusqu'à la prise de l'aérodrome par l'Armée rouge le 5 février 1945, puis par parachutage jusqu'à la chute de la ville : en un mois, la Luftwaffe a complété plus de 200 missions sur la ville, livré 257 tonnes de vivres et de munitions et permis l'évacuation de 500 blessés.
Enfin, ces unités sont engagées dans les opérations de défense de la ville avec un faible moral, à l'exception des SS et des aspirants officiers : Tchouïkov rapporte que les soldats allemands arborant un drapeau blanc sont souvent abattus par les officiers, plus motivés que leurs hommes.

### Unités soviétiques
Les premières opérations autour de la ville sont confiées à la 1re armée de la Garde ; après l'échec d'une première attaque, destinée à saisir la ville par surprise, Posen est encerclée. Cette grande unité, épaulée par l'artillerie lourde de l'armée de Tchouïkov, attend alors l'arrivée sur place de la 8e armée de la Garde et d'éléments en sous-effectif de la 69e armée, chargés d'investir la ville,.
Cette force soviétique est appuyée sur place par la résistance polonaise, dont les membres constituent un apport précieux lors des combats pour le contrôle des faubourgs et du centre-ville en raison de leur connaissance du théâtre d'opération.

## Contexte
En janvier 1945, la ville de Posen constitue un objectif important pour les unités soviétiques alors engagées dans des opérations en profondeur contre le dispositif militaire allemand. Adolf Hitler, conscient de l'importance stratégique de la ville, confère à la cité le rang de place forte, confiée à un Kampfkommandant, impuissant comme ses collègues à contenir les attaques soviétiques. Cette impuissance pousse le Gauleiter Arthur Greiser à rechercher son salut dans la fuite vers l'ouest.

### Posen, place forte allemande
Posen, chef-lieu du Warthegau, dirigé par Arthur Greiser depuis l'annexion de la région au Troisième Reich, a été érigée en place forte le 21 janvier 1945, conformément au décret du 8 mars 1944. Le même jour, Hitler confie la défense de la ville au Generalmajor Ernst Mattern, avec la mission de la défendre jusqu'au bout, conformément aux dispositions en vigueur,.
Les défenseurs de la ville s'appuient sur un réseau de 16 forts datant de la fin du XIXe siècle, érigés dans les faubourgs de la cité.
Dans la ville survivent 200 000 Polonais, auxquels s'ajoutent de nombreux civils allemands pris au piège par l'encerclement et affolés par la perspective de l'imminente conquête soviétique de la ville.

### Un objectif stratégique important
Posen constitue un objectif militaire de premier ordre, la ville étant un nœud ferroviaire important, permettant aux unités de la Wehrmacht engagées en Pologne de réaliser des rocades importantes d'une aile du front à l'autre ; la ville apparaît également aux stratèges soviétiques comme l'une des portes menant à Berlin.
La planification opérative de la grande offensive d'hiver soviétique confère à la ville de Posen la fonction de jalon pour les troupes soviétiques dans leur avancée en direction de Berlin ; en effet, son nœud routier, sa gare et son aérodrome constituent autant d'objectifs principaux assignés aux troupes soviétiques commandées par Joukov, chargé de la conquête de la ville. Dans l'esprit des planificateurs militaires de l'Armée rouge, cette conquête est supposée intervenir au cours de la deuxième phase de l'offensive de rupture lancée à partir de la Vistule, en lançant des opérations en profondeur dans le dispositif militaire allemand.
Cette dimension stratégique n'échappe pas aux militaires allemands : la perte de la ville serait alors assimilée à une défaite majeure, empêchant notamment la Wehrmacht de réaliser les rocades ferroviaires permettant le transport rapide de grandes unités d'une aile du front à l'autre puis de les redéployer.
Cependant, devant l'ampleur et la célérité des succès obtenus en Pologne, la ville de Posen perd son statut d'objectif stratégique de l'offensive, la saisie de têtes de pont sur la rive occidentale de l'Oder apparaissant rapidement comme un objectif réaliste aux yeux des militaires soviétiques ; de plus, la ville est investie 15 jours avant la date fixée par le calendrier assigné à Joukov.

### Fuite duGauleiter

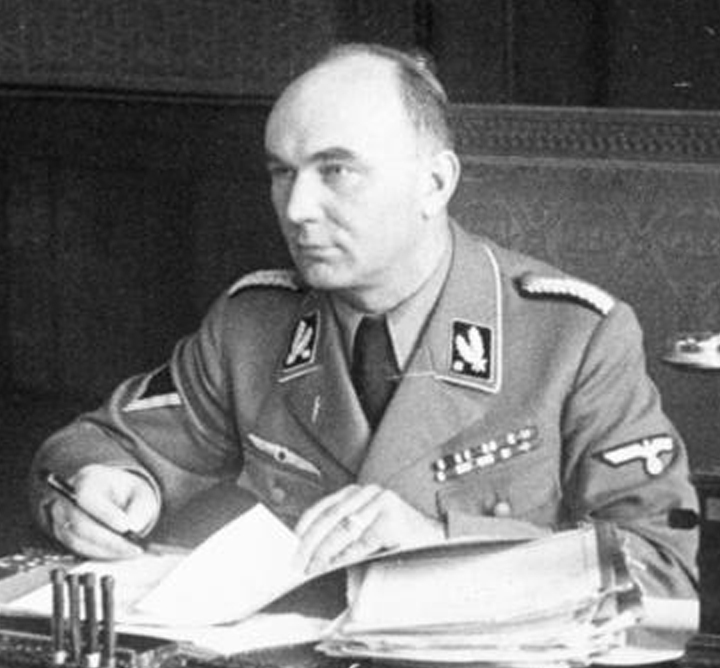
Arthur Greiser, gauleiter du Wartheland (photographie de 1939), abandonne la ville le 20 janvier 1945.

Face aux succès soviétiques, le Gauleiter du Wartheland, Arthur Greiser, multiplie les déclarations tonitruantes sur la solidité des défenses allemandes. Ses affirmations péremptoires ne l'empêchent de fuir précipitamment la ville, abandonnant à leur sort ses habitants et les réfugiés qui s'y trouvent.
Le Gauleiter, maintenant volontairement ses administrés dans l'ignorance de la gravité de la situation militaire, s'obstine à faire croire à ses administrés le 17 janvier, que son Gau ne serait pas envahi par l'Armée rouge, alors que les unités soviétiques se rapprochent rapidement des frontières de sa circonscription. Dans la nuit du 17 au 18 janvier, il ordonne cependant l'évacuation de l'Est de son Gau, tout en affirmant à Hitler qu'il croit à l'imminence de la saisie de la ville. Le 20 janvier 1945, il obtient de Hitler l'autorisation de quitter Posen,. Sa fuite précipitée plonge la ville dans l'anarchie la plus complète, tandis qu'un folle panique saisit la population civile allemande.
Pour justifier son départ devant ses subordonnés, Greiser prétexte une mission urgente pour le compte de Himmler ; il réquisitionne alors tous les camions disponibles, puis ordonne le déménagement des services administratifs du Warthegau et de leurs archives, sans rencontrer d'opposition des responsables militaires locaux, leurrés par l'évocation d'un ordre du Reichsführer. Cette fuite provoque l'ire de la population allemande contre lui, et par ricochet, contre le Parti nazi.

## Opérations militaires

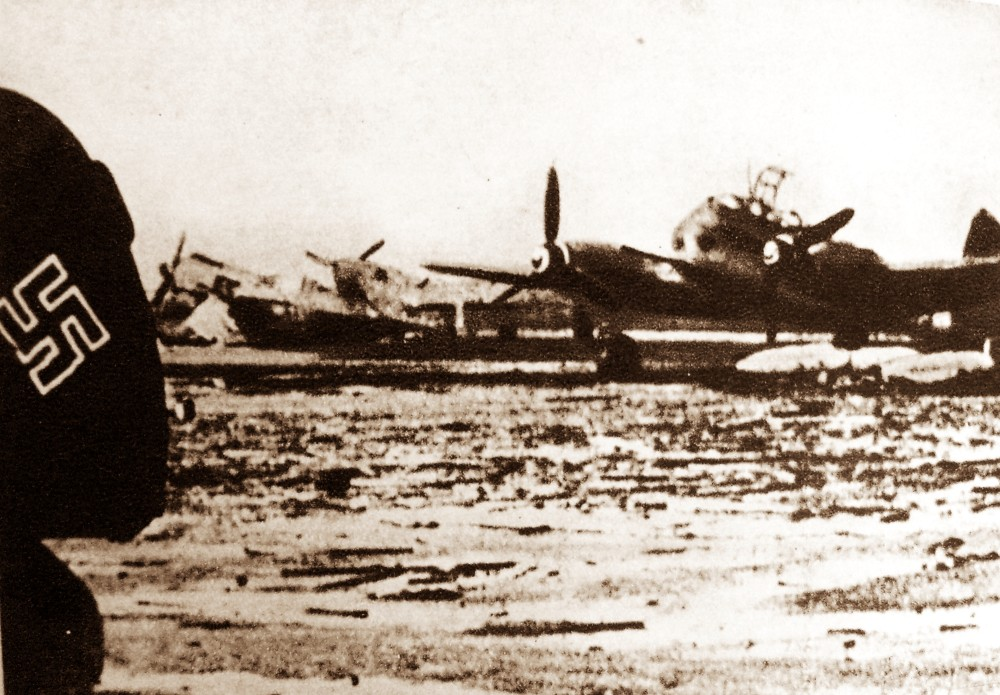
L'aérodrome de Posen peu de temps avant sa conquête par l'Armée rouge.
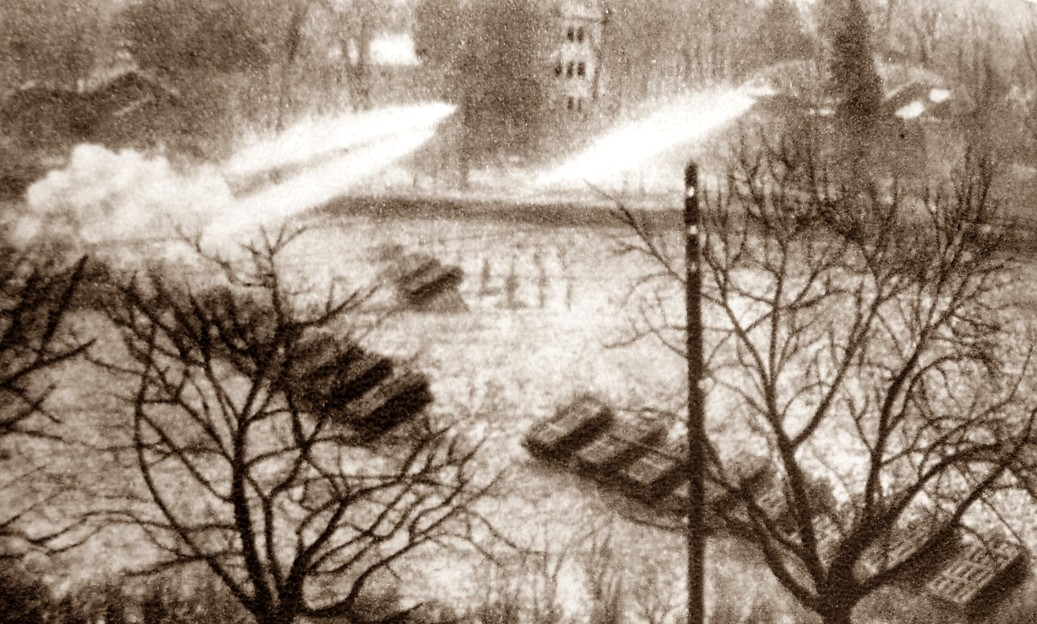
Artillerie soviétique déployée dans la ville, en action contre la citadelle.

### Autour de la ville
À partir du 20 janvier, la ville est directement menacée par l'avance soviétique, les faubourgs orientaux de la ville sont atteints par les Soviétiques le 21 janvier ; une première tentative de prendre la ville échoue alors. Le 25 janvier 1945, les pointes blindées soviétiques dépassent la ville au nord et au sud.
Posen est alors attaquée par trois attaques concentriques venant de l'est, du nord et du sud, afin d'inciter la garnison à évacuer la ville en fuyant vers l'ouest ; cette tentative se révèle un échec, en dépit de la conquête de deux des seize forts qui ceinturent la ville.
Le lendemain, 26 janvier, après l'échec de l'attaque de la veille, Posen est totalement encerclée. Le commandement soviétique ordonne aux unités chargées de l'exploitation de l'offensive lancée le 12 janvier de ne pas s'attarder à la conquérir et de la contourner, tout en laissant des troupes à proximité afin d'empêcher les assiégés de rompre l'encerclement.

### Dans la ville

Progression des unités soviétiques dans Posen entre le 1 février- 1945- et le 16 février 1945 guerre mondiale, date de l'investissement de la citadelle.

Dès les premiers jours du siège, les unités allemandes sont chassés des faubourgs par les Soviétiques, appuyés par les résistants polonais présents à l'intérieur de Posen et dans ses environs ; le 5 février, les Soviétiques se rendent maîtres de l'aérodrome, rendant plus compliqué l'approvisionnement de la ville assiégée.
La progression dans le centre-ville est compliquée, longue et coûteuse en hommes et en matériel, car les défenseurs locaux du Volkssturm et de la Hitlerjugend, bien que dotés d'armement léger, bénéficient d'une grande connaissance du champ de bataille. Cependant, dix jours plus tard, le 16 février, seule la citadelle résiste encore, en dépit de l'ampleur des moyens mis en œuvre par les troupes soviétiques. Les hommes qui y sont retranchés connaissent alors une crise de moral : l'ivresse est permanente chez les survivants, tandis que les suicides se multiplient, affaiblissant davantage encore la garnison déjà éprouvée par les combats dans la ville.
Le lendemain, en dépit de l'opposition de Himmler, commandant du groupe d'armées Vistule et à ce titre supérieur d'Ernst Gonell, ce dernier autorise un détachement fort de 2 000 soldats à percer pour rejoindre le front sur l'Oder,.

### Conquête de la citadelle
Le 23, après une seconde tentative de sortie des assiégés et le suicide d'Ernst Gonell, la citadelle est conquise après un corps à corps furieux, lors d'une attaque lancée à l'issue d'un bombardement de sept heures.
Après des tirs à bout portant des pièces lourdes sur les murs de briques, sept soldats soviétiques, vite rejoints par d'autres, parviennent à pénétrer à l'intérieur de la citadelle en se glissant dans un soupirail, rapidement renforcés par un peloton de 80 soldats de leur division. Rendus hagards par une nuit de combat, repoussés dans des espaces de plus en plus réduits dans la citadelle, les 600 survivants épuisés se rendent à l'aube du 24 février. Une fois la reddition obtenue, les blessés allemands sont massacrés.

## Conséquences
L'impact de la prise de contrôle de Posen par l'Armée rouge, alors engagée dans la phase d'exploitation de la rupture du front allemand obtenue dans la première moitié du mois de janvier 1945, sur le conflit, alors dans sa phase terminale, est de nature diverse : en effet, la conquête de la ville constitue certes un succès pour l'Armée Rouge, mais l'acharnement des combats et l'ampleur des destructions remet en cause la planification soviétique. Sur le plan politique, la fuite du gauleiter Arthur Greiser, en place depuis 1939, discrédite définitivement le NSDAP (Parti national-socialiste des travailleurs allemands) aux yeux des civils allemands ; en effet, les populations civiles, abandonnées par leur chef nommé par le parti, sont la cible de leurs voisins polonais, une fois la ville prise par l'Armée rouge.

### Impact stratégique
La ville a été conquise à l'issue d'une bataille urbaine acharnée, donnant ainsi le temps aux défenseurs de détruire les installations ferroviaires de ce nœud de communication majeur : en effet, la gare de Posen constitue une étape importante sur la ligne de chemin de fer reliant Varsovie à Berlin ; sa destruction remet définitivement en cause la préparation et la réalisation rapides d'offensives soviétiques destinées à s'emparer rapidement de la capitale du Reich. Cependant, une fois la ville prise, les troupes du génie soviétique parviennent à réparer dans des délais relativement courts les destructions causées lors des combats sur les réseaux ferroviaires et routiers, permettant un approvisionnement massif et régulier des unités engagées sur le front de l'Oder.
La conquête de la ville a aussi obligé le commandement soviétique à déployer autour de Posen assiégée son artillerie lourde, privant ainsi de ces moyens les armées lancées dans l'exploitation des percées obtenues à partir du 12 janvier.
Enfin, la défense acharnée de la ville a certes permis à la Wehrmacht de ralentir temporairement l'exploitation soviétique dans la profondeur du dispositif défensif allemand, mais elle a aussi causé la mort des élèves officiers de l'école d'artillerie de Posen : la perte de ces futurs officiers, alors impossible à compenser pour la Wehrmacht à ce stade de la guerre, accélère la décomposition de l'armée allemande, en la privant de ses capacités de régénérescence.

### Discrédit du NSDAP
L'abandon de la population allemande de Posen et de sa région par les responsables nazis et la chute de la ville ont également des conséquences politiques importantes dans le Reich. En effet, la fuite du gauleiter Arthur Greiser devant des unités soviétiques, encore éloignées de la ville, amplifie le discrédit dont souffrent les Gauleiter et les « faisans dorés »,, dans la population allemande scandalisée par la vue des réfugiés des provinces orientales,.
Pour faire face à ce désamour, Goebbels se montre partisan de faire comparaître Arthur Greiser, le Gauleiter défaillant, devant le tribunal du peuple ; le ministre de la Propagande doit cependant affronter l'opposition de Hitler, qui a donné l'ordre à Greiser de quitter Posen, sur la foi des informations erronées communiquées par le Gauleiter.
Défendu par Bormann, chef de la chancellerie du Parti nazi, Arthur Greiser installe les services de son gau à Francfort-sur-l'Oder, adressant des rapports de situation à Himmler et Bormann, au moins jusqu'au 20 février 1945, date du dernier rapport conservé.
Par ailleurs, Goebbels analyse la fuite de Greiser comme le signe que « tout se disloque ».

### Allemands et Polonais après la prise de la ville
Les civils allemands qui n'ont pu abandonner Posen et fuir vers l'ouest subissent de nombreuses violences, dont se rendent responsables les Polonais de la ville et les Soviétiques appartenant aux troupes ayant participé à l'assaut. Les Allemandes sont le plus souvent violées par les troupes soviétiques, tandis que les biens des Allemands restés sur place sont systématiquement pillés par les Soviétiques et les Polonais.
Les rares soldats allemands survivants, rendus hagards par l'âpreté des combats, sont quant à eux contraints de défiler dans la ville sous les huées et les coups des habitants polonais de la ville, souhaitant se venger des vexations endurées durant les cinq années durant lesquels Posen était partie intégrante du Reich,.